# إريك دامبير
إريك دامبير (بالإنجليزية: Erick Dampier) مواليد 14 يوليو 1975 في جاكسون، هو لاعب كرة سلة أمريكي سابق بدأ مسيرته الاحترافية في سنة 1996. يبلغ طوله 6 قدم 11 بوصة (2.1 م). اعتزل اللعب في 2012.

## فرق لعب لها
- إنديانا بايسرز
- غولدن ستايت ووريورز
- دالاس مافيريكس
- ميامي هيت
- أتلانتا هوكس

## روابط خارجية
- إريك دامبير على موقع إن بي أي (الإنجليزية)
- إريك دامبير على موقع سبورتس رفرنس (الإنجليزية)
- إريك دامبير على موقع كرة السلة الأوروبية.كوم (الإنجليزية)
- إريك دامبير على موقع كلية كرة السلة في سبورتس رفرنس.كوم (الإنجليزية)
- إريك دامبير على موقع ريلجم (الإنجليزية)
- إريك دامبير على موقع بروبوليرز (الإنجليزية)